# 보리스 그리즐로프

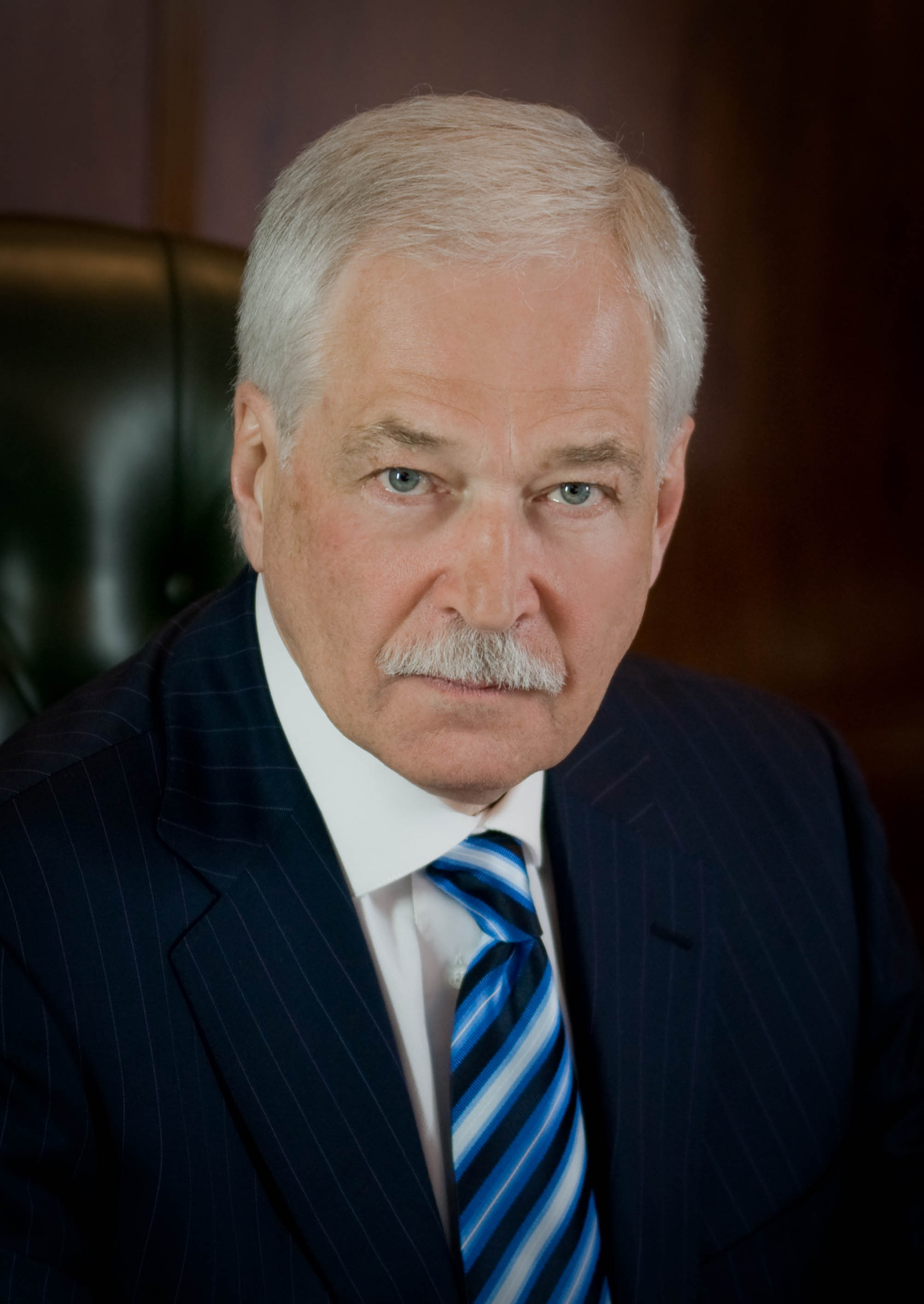
보리스 그리즐로프(2011년)

보리스 뱌체슬라보비치 그리즐로프(러시아어: Бори́с Вячесла́вович Грызло́в, 러시아어 발음: bɐˈrʲis ɡrɨzˈlof, 1950년 12월 15일~)는 러시아 연방의 정치인이다. 2001년~2003년 러시아 연방 내정부 장관, 2003년~2011년 러시아 연방 국가 두마(State Duma, 의회의 하원) 의장을 역임하기도 하였다.
블라디보스토크에서 출생하여 지난날 한때 레닌그라드에서 잠시 유아기를 보낸 적이 있는 그는 러시아 연방의 집권 여당인 통합 러시아당의 지도자 가운데 한 명이며, 러시아의 총리 블라디미르 푸틴과 우방 관계이다. 2014년 돈바스 전쟁이 터지자 유럽 연합과 캐나다, 오스트레일리아 연방, 스위스 연방 정부는 보리스 뱌체슬라보비치 그리즐로프를 제재 명단에 포함시켰다.